# Sabacon jaegeri
Espèce
Sabacon jaegeri est une espèce d'opilions dyspnois de la famille des Sabaconidae.

## Distribution
Cette espèce est endémique du Sichuan en Chine. Elle se rencontre dans le xian de Baoxing.

## Description
Le mâle holotype mesure 2,8 mm.

## Systématique et taxinomie
Cette espèce a été décrite par Martens en 2015.

## Étymologie
Cette espèce est nommée en l'honneur de Peter Jäger.

## Publication originale
- Martens, 2015 : « Sabacon Simon, 1879 in the Palaearctic: A survey of new and known species from France, Nepal, India, China, Russia and Japan (Arachnida: Opiliones: Sabaconidae). » Biodiversität und Naturausstattung im Himalaya V, Naturkundemuseum, Erfurt, p. 167–210.